# Cedronska dolina
Cedronska dolina ili Kedronska dolina (hebrejski: נחל קדרון, Naḥal Qidron; arapski: وادي الجز, Wadi al-Joz) je dolina na istočnoj strani jeruzalemskog Starog Grada. Često se pojavljuje u Bibliji. Potok teče kroz nju koji povremeno poplavljuje u kišovitim zimskim mjesecima.
Cedronska dolina se pruža duž istočnih zidina starog dijela Jeruzalema. Dijeli Brdo hrama od Maslinske gore. Nastavlja se u Judejsku pustinju prema Mrtvom moru, padajući 1200 m na svojih 50 km duljine. Izraelsko naselje Kedar, koje se nalazi na grebenu iznad doline nosi ime po njoj. Susjedni Wadi Al-Joz nosi ime po arapskom imenu za dolinu.
Nekad je potok Gihon tekao kroz dolinu, no preusmjeren je Ezekijevim tunelom da bi vodom opskrbljivao grad Jeruzalem.

## Vanjske poveznice
- (engl.) Greater Kidron Valley area, south-east of Jerusalem  Arhivirana inačica izvorne stranice od 18. lipnja 2020. (Wayback Machine)
- (engl.) Northern end of Kidron Valley (Silwan and Gethsemane)  Arhivirana inačica izvorne stranice od 18. lipnja 2020. (Wayback Machine)